# Indolo-3-acetaldeide reduttasi (NAD)
La indolo-3-acetaldeide reduttasi (NAD) è un enzima appartenente alla classe delle ossidoreduttasi, che catalizza la seguente reazione:
(indol-3-il)etanolo + NAD+ ⇄ (indol-3-il)acetaldeide + NADH + H+